# Delores Ziegler
Pour les articles homonymes, voir Ziegler.
Delores Ziegler, née à Atlanta le 4 septembre 1951, est une mezzo-soprano américaine.

## Biographie
Delores Ziegler fait ses débuts au New York City Opera dans le rôle du compositeur dans Ariane à Naxos de Richard Strauss. Elle chante également Rosina (NYCO), Adalgisa (San Diego), Charlotte (Seattle), Marcellina (Met), Idamante (Milan). Elle a enregistré Dorabella (Cosi fan tutte de Mozart) à plusieurs reprises, chez EMI, chez Teldec et également chez Unitel pour un film de Jean-Pierre Ponnelle. Elle a également enregistré le rôle de Sara dans Roberto Devereux et celui de Giovanna dans Anna Bolena de Donizetti aux côtés d'Edita Gruberova (Nightingale).